# Elecciones al Parlamento Europeo de 2019 (Irlanda)
Las elecciones al Parlamento Europeo de 2019 en Irlanda se celebraron el viernes 24 de mayo de 2019, el mismo día que las elecciones locales y un referéndum constitucional sobre el divorcio.
La elección se llevó a cabo en tres distritos electorales bajo el sistema de voto único transferible (STV). Se eligieron trece eurodiputados al Parlamento Europeo, aunque también a dos adicionales que no ocuparon sus escaños hasta que la salida del Reino Unido de la Unión Europea entró en vigor.

## Resultados
| Partido                 | Partido                                  | Votos     | %     | +/- | Escaños | +/-         | Grupo        |
| ----------------------- | ---------------------------------------- | --------- | ----- | --- | ------- | ----------- | ------------ |
|                         | Fine Gael                                | 496 459   | 29,60 | 7,3 | 4       | 1           | PPE          |
|                         | Fianna Fáil                              | 277 705   | 16,60 | 5,7 | 1       | Sin cambios | ALDE         |
|                         | Sinn Féin                                | 196 001   | 11,70 | 7,8 | 1       | 2           | GUE/NGL      |
|                         | Partido Verde                            | 190 755   | 11,40 | 6,5 | 2       | 2           | Verdes / ALE |
|                         | Independientes por el Cambio             | 124 085   | 7,40  | 7,4 | 2       | 2           | GUE/NGL      |
|                         | Partido Laborista                        | 52 753    | 3,10  | 2,2 | 0       | Sin cambios |              |
|                         | Solidaridad–El Pueblo Antes que el Lucro | 38 771    | 2,30  | 2,3 | 0       | Sin cambios |              |
|                         | Socialdemócratas                         | 20 331    | 1,20  | 1,2 | 0       | Sin cambios |              |
|                         | Otros partidos                           | 17 056    | 1,00  | -   | 0       | 8px         |              |
|                         | Candidatos independientes                | 264 087   | 15,70 | 4,1 | 1       | 2           | GUE/NGL      |
|                         |                                          |           |       |     |         |             |              |
| Votos válidos           | Votos válidos                            | 1 678 003 | 95,78 |     |         |             |              |
| Votos blancos y nulos   | Votos blancos y nulos                    | 73 870    | 4,22  |     |         |             |              |
| Total                   | Total                                    | 1 751 873 | 100   | -   | 11      | Sin cambios | -            |
| Abstenciones            | Abstenciones                             | 1 774 150 | 50,32 |     |         |             |              |
| Inscritos/Participación | Inscritos/Participación                  | 3 526 023 | 49,68 |     |         |             |              |